# Eunice jihueiensis
Eunice jihueiensis is een borstelworm uit de familie van de Eunicidae. De wetenschappelijke naam van de soort werd voor het eerst geldig gepubliceerd in 2014 door Hsueh en Li.